# 赤坂信
赤坂 信（あかさか まこと、1950年 - ）は、日本の園芸学者。千葉大学大学院園芸学研究科・園芸学部教授。専門は風景計画学、都市緑地史。農学博士（京都大学）。八戸大使。

## 略歴
- 1950年-新潟県新発田市生まれ
- 1969年-青森県立八戸高等学校卒業
- 1973年-山形大学農学部林学科卒業
- 1976年-千葉大学大学院園芸学研究科造園学専攻(修士)
- 1978年-西ドイツ(当時)政府給費留学生としてハノーバー大学に留学
- 1981年-千葉大学助手

## 著書
- 造園がわかる本（彰国社）

## 受賞
- 日本造園学会賞(研究論文部門)